# Philip Bethge
Philip Bethge (* 1967) ist ein deutscher Wissenschafts- und Umweltjournalist, promovierter Biologe und Musiker.

## Leben
Bethge studierte Zoologie und biologische Meereskunde an der Universität Kiel. An der University of Tasmania in Hobart, Tasmanien, studierte er zunächst den Zwergpinguin. Anschließend wurde Bethge über das Schnabeltier promoviert. Danach erhielt er ein Postgraduate Research Scholarship der University of Tasmania. Er ist außerdem Absolvent der Evangelischen Journalistenschule. Bethge war Stipendiat der Studienstiftung des deutschen Volkes und des Deutschen Akademischen Austauschdienstes.
Seit 1999 arbeitet Bethge als Wissenschaftsredakteur beim Nachrichtenmagazin Der Spiegel in Hamburg. Zwischen 2009 und 2013 war er Wissenschaftskorrespondent für das Nachrichtenmagazin in San Francisco.
Als Musiker, Songwriter und Texter war Bethge Mitglied des Kieler A-Cappella-Chors Sexteddies und der Pop-Band Kitchen Cowboys. Heute spielt er bei der Hamburger Indie-Band Hansagold.

## Auszeichnungen
- 1995: Annette Barthelt-Preis für Meeresforschung für die Arbeit am Zwergpinguin
- 2002: University of Tasmania’s Dean’s Commendation Award für die Dissertation über das Schnabeltier
- 2008: Europa-Preis der International Union for Conservation of Nature and Natural Resources (IUCN) für herausragende Umweltberichterstattung – zusammen mit Rafaela von Bredow und Christian Schwägerl[1]

## Veröffentlichungen
- P. Bethge, S. Nicol, B. M. Culik, R. P. Wilson: Diving behaviour and energetics in breeding little penguins (Eudyptula minor). In: Journal of Zoology. Band 242, Nr. 3, 1997, ISSN 1469-7998, S. 483–502, doi:10.1111/j.1469-7998.1997.tb03851.x (wiley.com [abgerufen am 3. Oktober 2019]).
- P. Bethge: Energetics and foraging behaviour of the Platypus Ornithorhynchus anatinus. 2002 (edu.au [abgerufen am 3. Oktober 2019] Ph.D. Thesis, University of Tasmania).
- P. Bethge, S. A. Munks, H. M. Otley, S. C. Nicol: Diving behaviour, dive cycles and aerobic dive limit in the platypus Ornithorhynchus anatinus. In: Comparative Biochemistry and Physiology Part A. Band 136, Nr. 4, 2003, ISSN 1095-6433, S. 799–809 (edu.au [abgerufen am 3. Oktober 2019]).
- Philip Bethge, Sarah Munks, Helen Otley, Stewart Nicol: Activity Patterns and Sharing of Time and Space of Platypuses, Ornithorhynchus anatinus, in a Subalpine Tasmanian Lake. In: Journal of Mammalogy. Band 90, Nr. 6, 15. Dezember 2009, ISSN 0022-2372, S. 1350–1356, doi:10.1644/08-MAMM-A-355R.1 (oup.com [abgerufen am 3. Oktober 2019]).